# Cherangala, Madikeri
Cherangala là một làng thuộc tehsil Madikeri, huyện Kodagu, bang Karnataka, Ấn Độ.